# Minot Judson Savage
Minot Judson Savage (Norridgewock, 10 giugno 1841 – Boston, 22 maggio 1918) è stato un pastore protestante e saggista statunitense.

## Biografia
Si laureò al seminario teologico di Bangor nel 1864; per nove anni fece parte del ministero Congregazionale ricoprendo fino al 1867 la carica di missionario interno nelle congregazioni di San Mateo e Grass Valley in California. Dal 1867 al 1869 egli tenne seminari pastorali a Framingham nel Massachusetts. Nel 1867 si trasferì ad Hannibal nel Missouri ed ivi proseguì la sua opera pastorale fino al 1873.
Successivamente Savage divenne unitariano e fu pastore alla Terza Chiesa Unitariana di Chicago dal 1873 al 1874. Nel 1874 venne nominato pastore della Chiesa dell'Unità in Boston ove rimase fino al 1896 per poi passare alla Chiesa del Messia a New York (ora rinominata Chiesa della Comunità) dove fino al 1906 Egli predicò una fede spiritualista centrata sulla sopravvivenza personale dopo la morte.
I suoi sermoni sono raccolti nei pamphlet Pulpito dell'unità e Pulpito del Messia. 
Fu direttore dell'American Unitarian Association e presiedette molti concili e conferenze.
Nel 1896 gli venne riconosciuta una onorificenza dall'Università di Harvard.

## Selezioni di Libri
- Christianity, the Science of Manhood (1873)
- The Religion of Evolution (1876)
- The Morals of Evolution (1880)
- The Religious Life (1885)
- My Creed (1887)
- The Evolution of Christianity (1892)
- Our Unitarian Gospel(1898)
- The Passing and the Permanent in Religion (1901)
- Life Beyond Death (1901)
- Can Telepathy Explain? (1902)
- Life's Dark Problems (1905)
- America to England (1905)
- Immortality (1906)